# Allagion

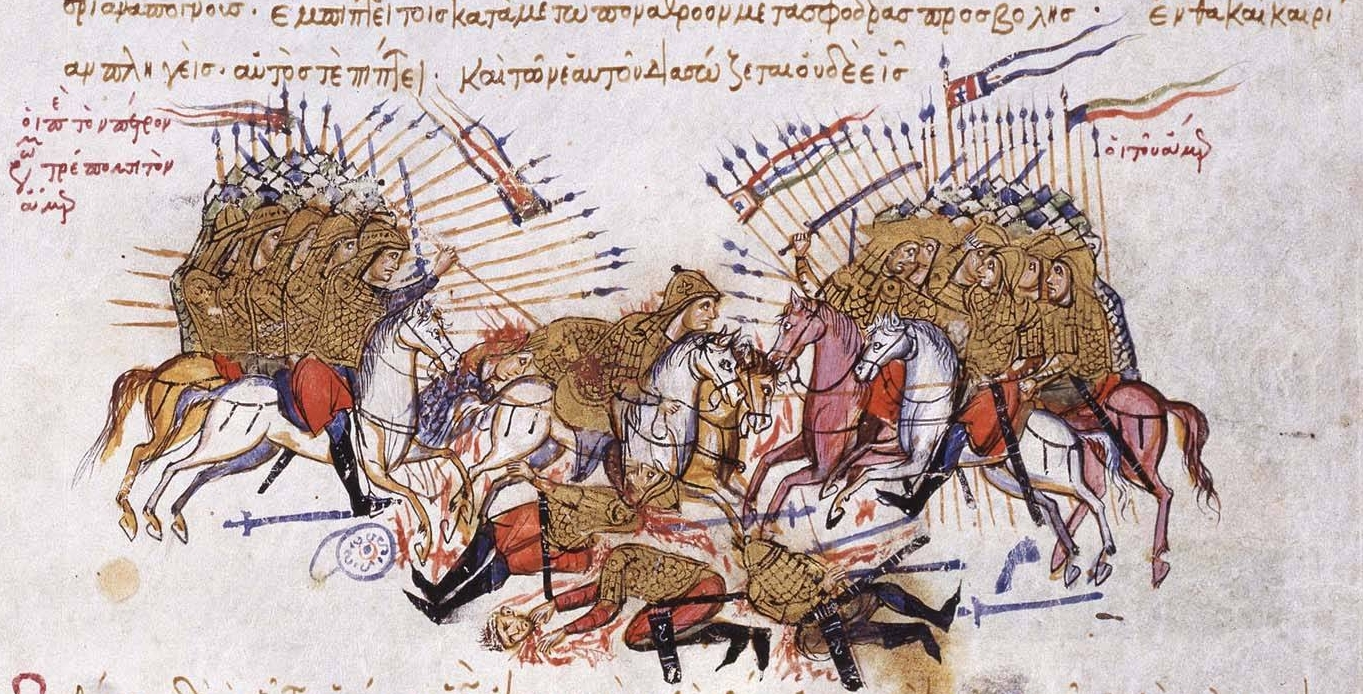
Combat entre les Byzantins et les arabes à la bataille de Lalakaon (863), victoire byzantine, XIIIe siècle.

L’allagion est un terme militaire byzantin servant à désigner une unité militaire. Il apparaît pour la première fois vers le milieu ou la fin du Xe siècle et au XIIIe siècle, il devient le terme le plus fréquent pour désigner le régiment standard de l'armée byzantine. Il est utilisé jusqu'à la fin du XIVe siècle.

## Origine du mot
Le terme signifie « rotation des devoirs » et apparaît pour la première fois dans la deuxième moitié du Xe siècle comme synonyme pour un bandon de cavalerie, comptant 50  à   400 hommes. Aux Xe et XIe siècles, les allagia provinciales comprennent 50  à   150 hommes pendant que ceux de l'armée impériale centrale sont plus proches de la limite haute (entre 320  et   400 hommes).

## Sous les Paléologues
À la fin du XIIIe siècle, le terme remplace largement celui plus ancien de tagma dans le langage familier et technique (mais pas complètement dans la littérature) pour désigner n'importe quel régiment standard. L’allagion personnel de l'empereur byzantin semble avoir été remplacé par deux divisions du corps peu connu des Paramonai, une à pied et une à cheval. Toutefois, selon Pseudo-Kodinos, elles sont toujours commandées par un allagatōr (en grec : ἀλλαγάτωρ) pour chaque division. Quant au protallagatōr (en grec : πρωταλλαγάτωρ, « premier allagatōr »), il commande probablement l'ensemble du corps. Les allagia de l'armée provinciale sont divisées en deux groupes distincts : les allagia impériaux (en grec : βασιλικά ἀλλάγια, basilika allagia) et les grands allagia (mégala allagia) dont trois sont connus par leur nom : les Thessaloniciens (μέγα ἀλλάγιον Θεσσαλονικαῖων), ceux de Serrès (Σερριωτικόν μέγα ἀλλάγιον) et ceux de Bizye (Βιζυητεικόν μέγα ἀλλάγιον). Ils sont attestés pour la première fois en 1286 et perdurent jusqu'en 1355. Cependant, il est presque certain qu'ils sont créés au moins à l'époque du règne de Michel VIII Paléologue (1259-1282) et peut-être même avant, sous les empereurs de Nicée qui conquièrent ces territoires. Ces unités disparaissent en même temps que leurs terres d'origine tombent aux mains des Serbes et des Ottomans. 
Le rôle exact, la nature et la structure des grandes allagia d'Europe ne sont pas connus avec certitude. Elles englobent les régions autour des cités mentionnées ci-dessus, en reprenant peu ou prou les territoires des anciens thèmes de Thessalonique, du Strymon et de Thrace. De ce fait, ces unités représentent peut-être une tentative de centraliser le contrôle sur les forces militaires provinciales. Cette tentative se place dans un contexte où le contrôle politique est de plus en plus dévolu aux provinces. On sait que ces forces comprennent à la fois des troupes frontalières fournissant les garnisons des forteresses ainsi que la cavalerie des pronoia. En outre, elles incluent peut-être aussi de petits propriétaires terriens et des mercenaires. Mark Bartusis commente ainsi les différentes tentatives d'expliquer leur rôle : « D'une part, les grands allagia sont les éléments centraux de l'armée byzantine tardive ; chaque soldat vivant dans les provinces et ayant une obligation militaire est un megaloallagitēs... ». Cela signifie qu'ils représentent une organisation militaire universelle impliquée dans le recrutement et l'entretien de toutes les forces provinciales. Seules les gardes impériales et les gardes personnels des gouverneurs locaux en sont exclus. D'autre part, les grands allagia pourraient avoir été seulement un aspect partiel du système militaire byzantin tardif, confinés aux seules provinces et dont les mercenaires en sont probablement exclus. 
La taille des allagia semble équivalente aux anciennes banda, soit 300  à   500 hommes. La chronique de Morée mentionne que Constantin Paléologue a une force de 18 allagia ou 6 000 cavaliers sous son commandement en Morée, au début des années 1260. Le chef d'un allagion semble être l' archōn tou allagiou (en grec : ἄρχων τοῦ ἁλλαγίου), dont la relation exacte avec l' allagatōr est inconnue. Le poste de tzaousios existe aussi au début du XIVe siècle au sein des grands allagia de la région de Thessalonique. Néanmoins, ses fonctions exactes au sein de ces unités sont inconnues.